# 퍼서비어런스 (탐사차)
퍼서비어런스 로버(Perseverance Rover) 혹은 줄여서 퍼서비어런스(Perseverance)는 화성 탐사차로 2020년 7월 30일 발사하여 2021년 2월 18일 화성에 착륙하였다. 화성의 생명체 거주 여부, 화성의 고대 환경 조사, 화성 지표의 역사 등을 밝히는 것이 이 탐사선의 목표다. 더불어 중요한 목표는 미래의 인류가 화성을 유인 탐사할 때 위험한 것이 없는지 탐색하고, 대기의 조성을 알려주어 미래의 기지를 건설하는 데 도움을 주는 것이다. 또 인간이 어떤 조건으로 착륙해야 되는지 등을 탐색한다. 예산은 원래 15억 달러를 배정했는데, 지금은 더 늘어나서 25억 달러다. 특이사항으로는 인사이트가 마스 큐브 원과 화성에 함께 갔던 것과 비슷하게 인제뉴어티와 함께 발사되었다. 또한 큐리오시티의 디자인을 많이 재사용했다. 따라서 새로운 기술보다는 이전 탐사차들의 좋은 점을 합친 것이라고 보면 된다. 참고로, 마스 2020(Mars 2020)은 퍼서비어런스와 인제뉴어티를 포함한, NASA의 화성 지표면 로봇 탐사 계획의 명칭이다. 최초로 화성의 바람소리를 녹음했다.

## 역사와 제작배경
2012년, 샌프란시스코에서 열린 미국지구물리학회 컨퍼런스에서 2012년 12월 4일 NASA가 이 탐사선을 발표했다. 그리고 NASA가 15억 달러를 배정했고, 현재는 25억 달러가 되었다. NASA가 발표한 바에 따르면 큐리오시티의 디자인을 사용하였으나 가지고 가는 과학장비는 다른 것이라고 발표하였다. 만약 전에 개발했던 탐사선을 많이 닮으면 비용이 많이 절약된다. 에너지 발생 방법도 RTG를 사용하는 점이 같다. 큐리오시티와 가장 큰 다른 점은 착륙 시 다른 방법을 사용한다는 것이다. 이 외 다른 점들은 전장, 전폭, 전고 등이 큐리오시티보다 크고, 바퀴도 큐리오시티보다 크고 두꺼운 정도가 큐리오시티와 다른 점이다. 발사는 2020년 7월로 정해졌으며 NASA가 이 탐사선을 관리한다. 플래그십 프로그램과 마스 익스플로레이션 프로그램으로 편입되었다. 마스 익스플로레이션 프로그램의 과학자의 상임 위원인 John M. Grunsfeld가 샘플 리턴 미션으로 마스 익스플로레이션 프로그램의 일환으로 승인을 요청했으나, NASA는 장기적인 유인화성탐사를 이유로 승인하였다. 그가 제안한 샘플 리턴 방법은 2가지다. 하지만 NASA는 퍼서비어런스가 샘플 리턴 임무를 하면 기술적 문제와 비용 문제로 인해 퍼서비어런스는 샘플 리턴을 하지 않고, 마스 2022가 하는 임무로 정했다. 그리고 2013년 오퍼튜니티 연구팀의 과학자들은 샘플 회수가 아닌 샘플 캐시(저장고)를 만들어 성분을 분석하자는 의견이 나왔다.오퍼튜니티 연구팀의 과학자들의 의견을 정확히 말하면 샘플 캐시를 만들어서 화성 샘플 리턴을 수행하려면 마스 2020으로 먼저 정보를 얻는 겸 테스트를 하자는 의견이다. 이런 제안을 한 이유는 화성에 지금은 생명체가 없으나 예전에는 있었던 것으로 보이기 때문이다. 결국, 현재 샘플 캐시는 검토 중이다. 과학장비로는 약 60개의 과학장비가 제안되었으며, 2014년 7월 31일 페이로드(과학장비)의 개수와 종류를 정했다. 이는 약 1년 정도 계획이 당겨진 것이다. 앞으로 더 자세한 건 이후 발표할 예정이다. 현재 구체적인 탐사 계획이 짜이고 있으나 가장 중요한 탐사 대상은 정해졌는데, 34억 년 된 간헐천 주변에서 미네랄과 탄소, 질소, 산소, 이산화황 등이 검출되며 탐사대상으로 거의 확정되었다. 2016년 10월, 역추진 로켓으로 사용될 Xombie 로켓(마스튼 우주 센터의 소유)을 테스트 하였고, 성공했다.

## 페이로드(장비)

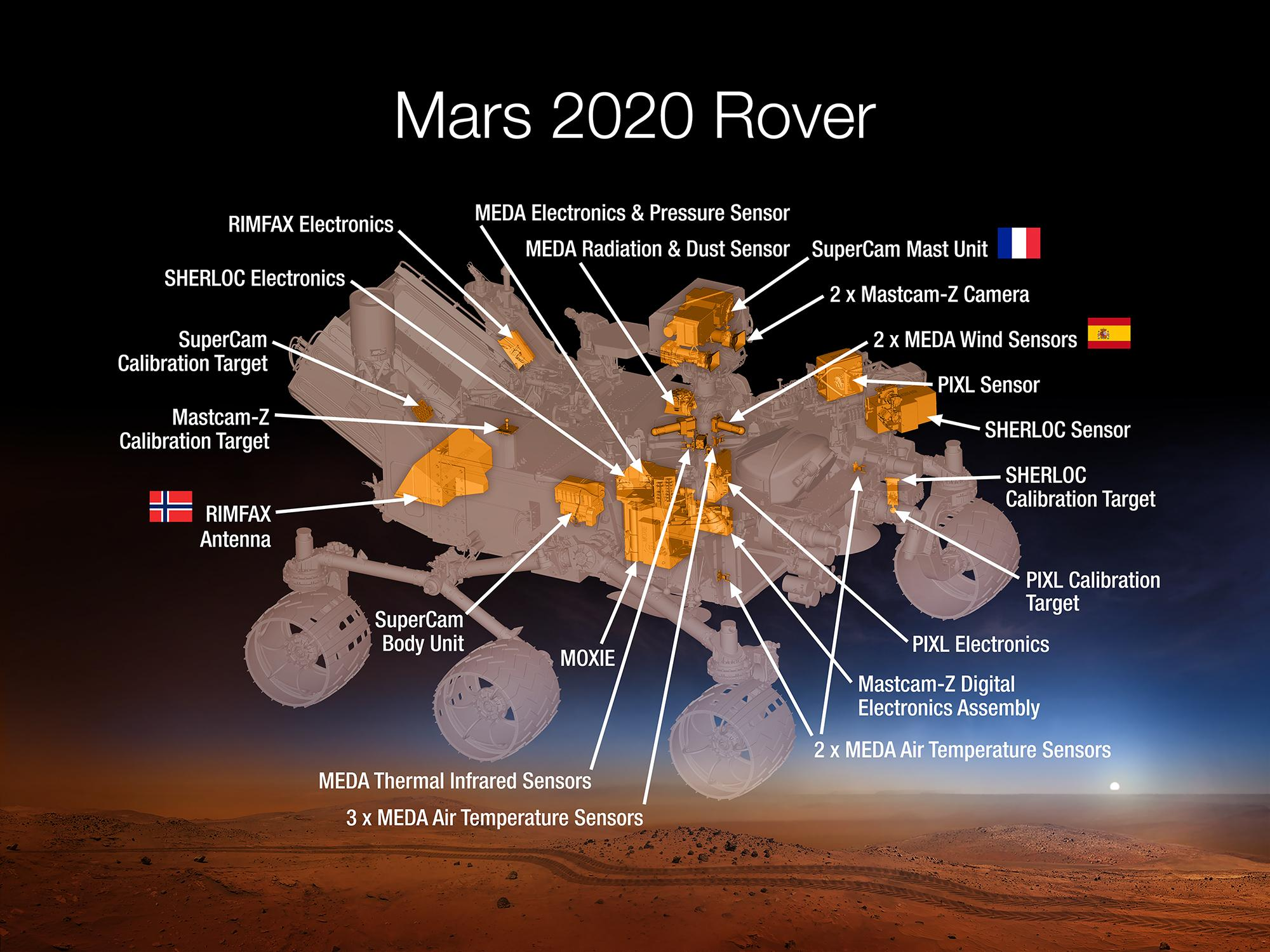
설계도.

- FIXL : X선 분광기로, 화성의 흙의 성분을 분석할 예정이다.[48][49]

- RIMFAX : 지하 질량 분석 레이다로 10m 이내에 있는 화성 지하의 구성 성분, 물 등을 탐색할 예정이다.[50][51][52]

- MEDA : qq화성의 날씨를 기록&측정하는 장비로 화성의 기온, 풍속, 기압, 화성 먼지 등을 측정할 예정이다. 스페인 국립 연구 위원회 제작 예정이다.[53]

- MOXIE : 화성의 대기의 주요 구성 성분인 이산화탄소를 산소로 바꾸는 장치다.[54] 미래에 인류가 화성에 거주하는데 필요한 산소 교환 장치의 시범 가동이 목표이다.[55] 그리고 이 탐사선의 과학 관련 부품들중 핵심 부품이라고 할 수 있다.

- SuperCam : 질량분석기로, 화성의 간헐천에 있는 미네랄, 산소, 탄소, 질소 등을 발견하고 검출할 수 있다. 큐리오시티와 비슷하나 약간 다르다.[56]

- MASTCAM-Z : 주변 풍경을 줌으로 찍는 게 목적이다. 말린 우주 센터가 제작한다.[57]

- SHERLOC : 자외선으로 인간이 살기 좋은 곳을 찾는 것이 목표다.[58][59]

- Ingenuity : 인제뉴어티는 탐사선의 일종의 네비게이션 역할이다.[60] 하루에 3분, 600m 이상 상공에서 날지 못한다.[61] 화성의 대기를 자세히 탐사하는 것이 주 목표이고[62] 정확한 탐사 개념은 2018년 5월 발표되었다.[63][64][65][66]

- 로봇 팔 : 샘플을 수집하고 탐사 대상을 로버로 끌어오는 등의 역할을 할 예정이다.[67]

## 착륙장소
착륙장소는 2017년 켈리포니아에서 착륙장소 후보 8곳이 정해졌다. 이후 켈리포니아에서 다시 3개의 최종 착륙 장소 후보가 정해졌다.
결국 착륙지는 3곳 중 제지로 크레이터로 결정되었다.

## 진입, 하강, 및 착륙 (EDL)
다른 NASA 임무 중 하나인 인사이트의 과학 팀은 로버가 착륙하기 전 인사이트의 지진계를 사용하여 임무의 진입, 하강 및 착륙 (EDL) 시퀀스를 관리할 것이라고 발표했다. 화성 착륙 지점에서 3,400km (2,100 마일) 이상 떨어져 있음에도 불구하고, 팀은 인사이트의 장비가 화성 표면과 마스 2020에 탑재된 순항 질량 균형 장치의 극 초음속 영향을 감지할 가능성이 있었다고 밝혔다.

### 2021년 2월 18일, 퍼서비어런스의 착륙
퍼서비어런스는 2021년 2월 18일 20:55 UTC에 스카이 크레인의 도움으로 화성 표면에 성공적으로 착륙하여 연구를 진행함과 동시에 지구로 이미지를 전송하기 시작했다. 인제뉴어티는 다음날 퍼서비어런스의 통신 시스템을 통해 NASA에 상태를 보고했다. 인제뉴어티는 당분간 최소 60일 동안 임무에 배치되지 않을 것으로 예상된다. NASA는 또한 퍼서비어런스에 탑재된 마이크가 다른 고급 시각 기록 장치와 함께 EDL (진입, 하강 및 착륙)과정을 견뎌 냈음을 확인했으며 착륙 직후 역사상 최초로 녹음한 화성의 표면의 소리를 발표했다. 로버 자체에서 나는 기계음과 화성의 바람소리가 담겨있다.

## 화성의 돌

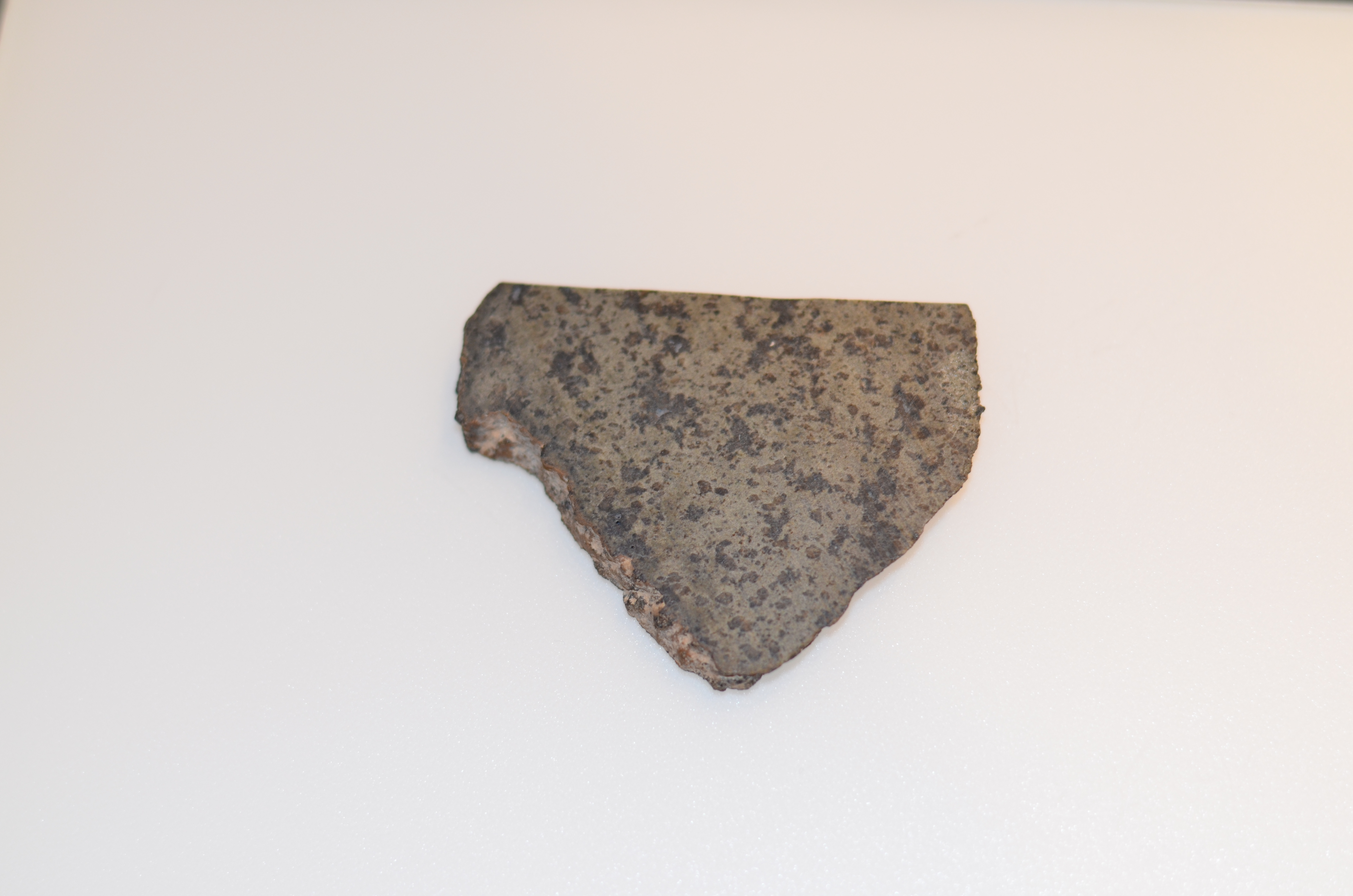
마스 2020에 샘플 캐쉬에 있는 화성의 돌

NASA는 퍼서비어런스에게 화성을 탐사하는 의미로 샘플 캐쉬에 화성의 암석을 하나 넣었다.

## Send Your Name to Mars 캠페인
NASA의 "Send Your Name to Mars" 캠페인은 세계 각지의 사람들이 차후에 화성으로 발사될 로버에 자신의 이름을 새겨넣을 수 있도록 한 이벤트이다. 대략 10,932,295명의 사람들이 이 이벤트에 참가했다. 이 이름들은 일렉트론 빔을 통해 손톱크기만한 3개의 칩에 새겨졌다. 이 칩들은 NASA가 진행한 또 다른 이벤트인 "Name the Rover" 콘테스트가 끝난 후 알루미늄 카드에 부착되었다. 이 카드에는 사람들의 이름 뿐만 아니라 지구, 화성, 태양의 거리를 나타낸 애너그램이 포함되어 있다. 이 카드는 2020년 3월 26일에 로버에 탑재되었다.

## 의료진들의 노고에 대한 감사
퍼서비어런스 로버의 계획은 코로나 19 팬데믹 기간인 2020년 3월에 시작되었다. 코로나 19에 맞서 열심히 일하고 있는 보건, 의료계 종사자들에게 감사를 표하고자 로버에 3 x 18 센티미터 규격의 알루미늄 조각을 부착하였다.

## 지원, 개발, 투자
- NASA
- JPL
- 록히드마틴
- MIT
- 칼텍
- 하버드 대학교
- 노르웨이 방위 연구소
- 스페인 국립 연구 위원회
- 로스앨러모스 국립 연구소
- 닐스 보어스 연구소
- 말린 우주 센터
- 마스튼 우주 센터
- 오퍼튜니티 연구진
- 큐리오시티 연구진

## 같이 보기
- 화성 탐사
- 바이킹 1호
- 바이킹 2호
- 스피릿 (탐사차)
- 오퍼튜니티 (탐사차)
- 큐리오시티 (탐사차)
- 주룽호